# Mary Isabella Langrishe
Mary Isabella "May" Langrishe (* 31. Dezember 1864 in Irland; † 24. Januar 1939 in Charmouth, England) war eine irische Tennisspielerin.
Langrishe gewann 1879 die erste Auflage der irischen Meisterschaften im Alter von 14 Jahren. 1883 und 1886 siegte sie dort erneut, 1884 holte sie an der Seite ihrer Schwester Beatrice den Doppeltitel. 1882 errang sie den Titel bei den Northern Association Championships in Manchester. Bei den Wimbledon Championships 1885 unterlag sie der späteren Siegerin Maud Watson in der zweiten Runde. Sechs Jahre später erreichte sie  das Halbfinale, das sie gegen Blanche Bingley-Hillyard verlor.
Langrishe starb 1939 im Alter von 74 Jahren im Hammersmead House in Charmouth. Im selben Haus starb sieben Jahre später auch die erste Wimbledon-Siegerin der Damen, Maud Watson.

## Quelle
- Collins, B.: History of Tennis. 2. Auflage. New Chapter Press, New York 2010, ISBN 978-0-942257-70-0, S. 696

| Personendaten    | Personendaten                                                 |
| ---------------- | ------------------------------------------------------------- |
| NAME             | Langrishe, Mary Isabella                                      |
| ALTERNATIVNAMEN  | Langrishe, May (Spitzname)                                    |
| KURZBESCHREIBUNG | irische Tennisspielerin, erste irische Meisterin im Jahr 1879 |
| GEBURTSDATUM     | 31. Dezember 1864                                             |
| GEBURTSORT       | Irland                                                        |
| STERBEDATUM      | 24. Januar 1939                                               |
| STERBEORT        | Charmouth, England, Vereinigtes Königreich                    |